# Thalamita admete
Thalamita admete är en kräftdjursart som först beskrevs av J. F. W. Herbst 1803.  Thalamita admete ingår i släktet Thalamita och familjen simkrabbor. Inga underarter finns listade i Catalogue of Life.